# ویلی میلر (بازیکن فوتبال، زاده ۱۹۲۴)
ویلی میلر (انگلیسی: Willie Miller؛ ۲۰ اکتبر ۱۹۲۴ – ۲۳ مهٔ ۲۰۰۵) بازیکن فوتبال اهل اسکاتلند بود.

## باشگاهی
از باشگاه‌هایی که در آن بازی کرده‌است می‌توان به باشگاه فوتبال هیبرنین و باشگاه فوتبال سلتیک اشاره کرد.

## تیم ملی
وی همچنین در تیم ملی فوتبال اسکاتلند بازی کرده است.